# Witold Janowski (grafik)
Witold Henryk Janowski (ur. 6 listopada 1926 w Warszawie, zm. 12 kwietnia 2006 tamże) – polski grafik, profesor PWSSP (ASP) w Gdańsku. Twórca plakatów, zajmował się projektowaniem graficznym, wystawiennictwem, grafiką wydawniczą, emisją filatelistyczną. Brat aktorki Aliny Janowskiej

## Życiorys
Studiował na Wydziale Architektury Politechniki Warszawskiej. Dyplom uzyskał w roku 1953.
Studiował również w poznańskiej PWSSP (ASP). Dyplom w 1971 r.
W latach 1971–1990 wykładał w gdańskiej PWSSP (ASP), prowadząc dyplomującą Pracownię Projektowania Graficznego. W latach 1990–1994 był wykładowcą na Uniwersytecie Bilkent w Ankarze.